# Бойрон
Бойрон (нем. Beuron) — община в Германии, в земле Баден-Вюртемберг. 
Подчиняется административному округу Тюбинген. Входит в состав района Зигмаринген.  Население составляет 688 человек (на 31 декабря 2010 года). Занимает площадь 35,11 км².
Коммуна подразделяется на 5 сельских округов.

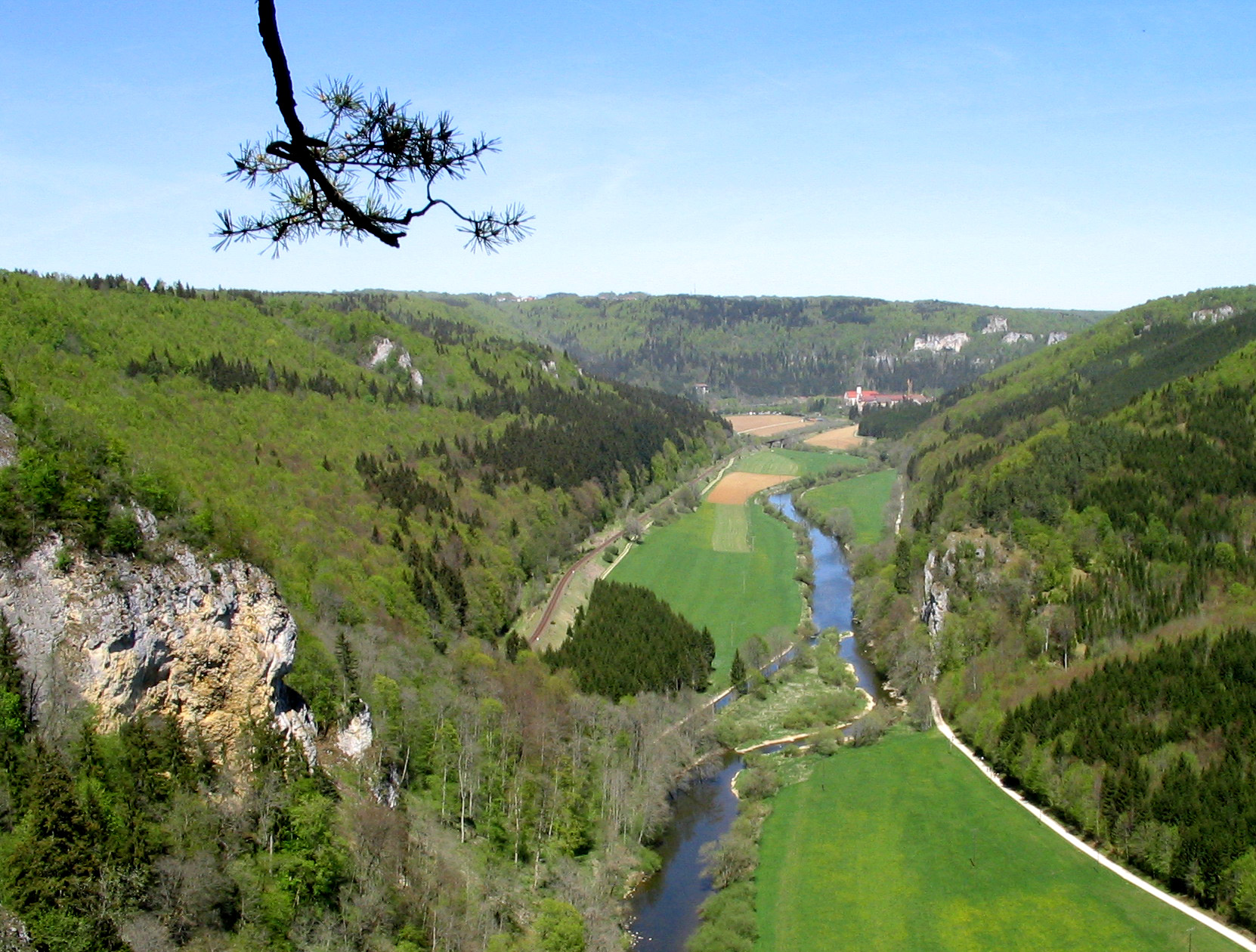
Бойрон